# ニューヨーク映画批評家協会賞 監督賞
ニューヨーク映画批評家協会賞 監督賞（New York Film Critics Circle Award for Best Director）は、ニューヨーク映画批評家協会によって、優れた映画監督に贈られる賞のひとつである。

## 受賞者

### 1930年代
| 年   | 受賞者                     | 作品               |
| ---- | -------------------------- | ------------------ |
| 1935 | ジョン・フォード           | 『男の敵』         |
| 1936 | ルーベン・マムーリアン     | 『歌へ陽気に』     |
| 1937 | グレゴリー・ラ・カーヴァ   | 『ステージ・ドア』 |
| 1938 | アルフレッド・ヒッチコック | 『バルカン超特急』 |
| 1939 | ジョン・フォード           | 『駅馬車』         |

### 1940年代
| 年   | 受賞者                   | 作品                            |
| ---- | ------------------------ | ------------------------------- |
| 1940 | ジョン・フォード         | 『怒りの葡萄』 『果てなき船路』 |
| 1941 | ジョン・フォード         | 『わが谷は緑なりき』            |
| 1942 | ジョン・ファロー         | ウェーク島攻防戦                |
| 1943 | ジョージ・スティーヴンス | The More the Merrier            |
| 1944 | レオ・マッケリー         | 『我が道を往く』                |
| 1945 | ビリー・ワイルダー       | 『失われた週末』                |
| 1946 | ウィリアム・ワイラー     | 『我等の生涯の最良の年』        |
| 1947 | エリア・カザン           | 『影なき殺人』 『紳士協定』     |
| 1948 | ジョン・ヒューストン     | 『黄金』                        |
| 1949 | キャロル・リード         | 『落ちた偶像』                  |

### 1950年代
| 年   | 受賞者                          | 作品                   |
| ---- | ------------------------------- | ---------------------- |
| 1950 | ジョーゼフ・L・マンキーウィッツ | 『イヴの総て』         |
| 1951 | エリア・カザン                  | 『欲望という名の電車』 |
| 1952 | フレッド・ジンネマン            | 『真昼の決闘』         |
| 1953 | フレッド・ジンネマン            | 『地上より永遠に』     |
| 1954 | エリア・カザン                  | 『波止場』             |
| 1955 | デヴィッド・リーン              | 『旅情』               |
| 1956 | ジョン・ヒューストン            | 『白鯨』               |
| 1957 | デヴィッド・リーン              | 『戦場にかける橋』     |
| 1958 | スタンリー・クレイマー          | 『手錠のまゝの脱獄』   |
| 1959 | フレッド・ジンネマン            | 『尼僧物語 』          |

### 1960年代
| 年   | 受賞者                                         | 作品                                                                                  |
| ---- | ---------------------------------------------- | ------------------------------------------------------------------------------------- |
| 1960 | ジャック・カーディフ                           | 『息子と恋人』                                                                        |
| 1960 | ビリー・ワイルダー                             | 『アパートの鍵貸します』                                                              |
| 1961 | ロバート・ロッセン                             | 『ハスラー』                                                                          |
| 1962 | 受賞なし（新聞社によるストライキがあったため） | 受賞なし（新聞社によるストライキがあったため）                                        |
| 1963 | トニー・リチャードソン                         | 『トム・ジョーンズの華麗な冒険』                                                      |
| 1964 | スタンリー・キューブリック                     | 『博士の異常な愛情 または私は如何にして心配するのを止めて水爆を愛するようになったか』 |
| 1965 | ジョン・シュレシンジャー                       | 『ダーリング』                                                                        |
| 1966 | フレッド・ジンネマン                           | 『わが命つきるとも』                                                                  |
| 1967 | マイク・ニコルズ                               | 『卒業』                                                                              |
| 1968 | ポール・ニューマン                             | 『レーチェル レーチェル』                                                             |
| 1969 | コスタ＝ガヴラス                               | 『Z』                                                                                 |

### 1970年代
| 年   | 受賞者                     | 作品                             |
| ---- | -------------------------- | -------------------------------- |
| 1970 | ボブ・ラフェルソン         | 『ファイブ・イージー・ピーセス』 |
| 1971 | スタンリー・キューブリック | 『時計じかけのオレンジ』         |
| 1972 | イングマール・ベルイマン   | 『叫びとささやき』               |
| 1973 | フランソワ・トリュフォー   | 『アメリカの夜』                 |
| 1974 | フェデリコ・フェリーニ     | 『フェリーニのアマルコルド』     |
| 1975 | ロバート・アルトマン       | 『ナッシュビル』                 |
| 1976 | アラン・J・パクラ          | 『大統領の陰謀』                 |
| 1977 | ウディ・アレン             | 『アニー・ホール』               |
| 1978 | テレンス・マリック         | 『天国の日々』                   |
| 1979 | ウディ・アレン             | 『マンハッタン』                 |

### 1980年代
| 年   | 受賞者                    | 作品                           |
| ---- | ------------------------- | ------------------------------ |
| 1980 | ジョナサン・デミ          | 『メルビンとハワード』         |
| 1981 | シドニー・ルメット        | 『プリンス・オブ・シティ』     |
| 1982 | シドニー・ポラック        | 『トッツィー』                 |
| 1983 | イングマール・ベルイマン  | 『ファニーとアレクサンデル』   |
| 1984 | デヴィッド・リーン        | 『インドへの道』               |
| 1985 | ジョン・ヒューストン      | 『女と男の名誉』               |
| 1986 | ウディ・アレン            | 『ハンナとその姉妹』           |
| 1987 | ジェームズ・L・ブルックス | 『ブロードキャスト・ニュース』 |
| 1988 | クリス・メンゲス          | 『ワールド・アパート』         |
| 1989 | ポール・マザースキー      | 『敵、ある愛の物語』           |

### 1990年代
| 年   | 受賞者                       | 作品                       |
| ---- | ---------------------------- | -------------------------- |
| 1990 | マーティン・スコセッシ       | 『グッドフェローズ』       |
| 1991 | ジョナサン・デミ             | 『羊たちの沈黙』           |
| 1992 | ロバート・アルトマン         | 『ザ・プレイヤー』         |
| 1993 | ジェーン・カンピオン         | 『ピアノ・レッスン』       |
| 1994 | クエンティン・タランティーノ | 『パルプ・フィクション』   |
| 1995 | アン・リー                   | 『いつか晴れた日に』       |
| 1996 | ラース・フォン・トリアー     | 『奇跡の海』               |
| 1997 | カーティス・ハンソン         | 『L.A.コンフィデンシャル』 |
| 1998 | テレンス・マリック           | 『シン・レッド・ライン』   |
| 1999 | マイク・リー                 | 『トプシー・ターヴィー』   |

### 2000年代
| 年   | 受賞者                     | 作品                                      |
| ---- | -------------------------- | ----------------------------------------- |
| 2000 | スティーヴン・ソダーバーグ | 『エリン・ブロコビッチ』 『トラフィック』 |
| 2001 | ロバート・アルトマン       | 『ゴスフォード・パーク』                  |
| 2002 | トッド・ヘインズ           | 『エデンより彼方に』                      |
| 2003 | ソフィア・コッポラ         | 『ロスト・イン・トランスレーション』      |
| 2004 | クリント・イーストウッド   | 『ミリオンダラー・ベイビー』              |
| 2005 | アン・リー                 | 『ブロークバック・マウンテン』            |
| 2006 | マーティン・スコセッシ     | 『ディパーテッド』                        |
| 2007 | コーエン兄弟               | 『ノーカントリー』                        |
| 2008 | マイク・リー               | 『ハッピー・ゴー・ラッキー』              |
| 2009 | キャスリン・ビグロー       | 『ハート・ロッカー』                      |

### 2010年代
| 年   | 受賞者                                 | 作品                                  |
| ---- | -------------------------------------- | ------------------------------------- |
| 2010 | デヴィッド・フィンチャー               | 『ソーシャル・ネットワーク』          |
| 2011 | ミシェル・アザナヴィシウス             | 『アーティスト』                      |
| 2012 | キャスリン・ビグロー                   | 『ゼロ・ダーク・サーティ』            |
| 2013 | スティーヴ・マックイーン               | 『それでも夜は明ける』                |
| 2014 | リチャード・リンクレイター             | 『6才のボクが、大人になるまで。』     |
| 2015 | トッド・ヘインズ                       | 『キャロル』                          |
| 2016 | バリー・ジェンキンス                   | 『ムーンライト』                      |
| 2017 | ショーン・ベイカー                     | 『フロリダ・プロジェクト 真夏の魔法』 |
| 2018 | アルフォンソ・キュアロン               | 『ROMA/ローマ』                       |
| 2019 | ジョシュア・サフディ、ベニー・サフディ | 『アンカット・ダイヤモンド』          |

### 2020年代
| 年   | 受賞者                   | 作品                         |
| ---- | ------------------------ | ---------------------------- |
| 2020 | クロエ・ジャオ           | 『ノマドランド』             |
| 2021 | ジェーン・カンピオン     | 『パワー・オブ・ザ・ドッグ』 |
| 2022 | S・S・ラージャマウリ     | 『RRR』                      |
| 2023 | クリストファー・ノーラン | 『オッペンハイマー』         |